# Seznam prezidentů Mauricia
Seznam nejvyšších představitelů Mauricia od roku 1992, kdy se ostrov stal nezávislou zemí s republikánským státním zřízením.

## Prezidenti Mauricia od roku 1992
- 12. 3. 1992 – 30. 6. 1992 – Sir Veerasamy Ringadoo – prezident; LP
- 30. 6. 1992 – 15. 2. 2002 – Cassam Uteem – prezident; MMM
- 15. 2. 2002 – 18. 2. 2002 – Angidi Veeriah Chettiar – úřadující prezident; LP
- 18. 2. 2002 – 25. 2. 2002 – Ariranga Govindasamy Pillay – úřadující prezident; bezp.
- 25. 2. 2002 – 1. 10. 2003 – Karl Auguste Offmann – prezident; MSM
- 1. 10. 2003 – 7. 10. 2003 – Raouf Bundhun – úřadující prezident; MMM
- 7. 10. 2003 – 31. 3. 2012 – Sir Anerood Jugnauth – prezident; MSM
- 31. 3. 2012 – 21. 7. 2012 – Monique Ohsan Bellepeau – úřadující prezidentka; LP
- 21. 7. 2012 – 29. 5. 2015 – Kailash Purryag – prezident; LP
- 29. 5. 2015 – 5. 6. 2015 – Monique Ohsan Bellepeau – úřadující prezidentka; LP
- 5. 6. 2015 – 23. 3. 2018 – Ameenah Guribová – prezidentka; nez.
- 23. 3. 2018 – současnost – Barlen Vyapoory – úřadující prezident; MSM